# Рокфорд (Міннесота)
Рокфорд (англ. Rockford) — місто (англ. city) в округах Райт і Ганнепін, штат Міннесота, США. Населення — 4316 осіб (2010).

## Географія
Рокфорд розташований за координатами 45°5′30″ пн. ш. 93°44′39″ зх. д. / 45.09167° пн. ш. 93.74417° зх. д. (45.091729, -93.744235). За даними Бюро перепису населення США 2010 року місто мало площу 6,91 км², з яких 6,75 км² — суходіл та 0,16 км² — водні об'єкти.

## Демографія
Згідно з переписом 2010 року, у місті мешкало 4316 осіб у 1622 домогосподарствах у складі 1147 родин. Густота населення становила 625 осіб/км².  Було 1693 помешкання (245/км²).
Расовий склад населення:
| - 94,1 % — білих - 1,3 % — азіатів - 1,0 % — чорних або афроамериканців - 0,5 % — корінних американців |

До двох чи більше рас належало 2,5 %. Частка іспаномовних становила 1,9 % від усіх жителів.
За віковим діапазоном населення розподілялося таким чином: 28,5 % — особи молодші 18 років, 64,9 % — особи віком 18—64 років, 6,6 % — особи у віці 65 років та старші. Медіана віку мешканця становила 34,7 року. На 100 осіб жіночої статі в місті припадало 97,4 чоловіків;  на 100 жінок у віці від 18 років та старших — 98,6 чоловіків також старших 18 років.
Середній дохід на одне домашнє господарство  становив 84 847 доларів США (медіана — 72 419), а середній дохід на одну сім'ю — 94 065 доларів (медіана — 85 236). Медіана доходів становила 56 771 долар для чоловіків та 38 854 долари для жінок. За межею бідності перебувало 12,8 % осіб, у тому числі 13,3 % дітей у віці до 18 років та 10,4 % осіб у віці 65 років та старших.
Цивільне працевлаштоване населення становило 2487 осіб. Основні галузі зайнятості: освіта, охорона здоров'я та соціальна допомога — 17,7 %, виробництво — 13,2 %, мистецтво, розваги та відпочинок — 12,6 %, роздрібна торгівля — 12,5 %.